# Vanja Alič
Vanja Alič, slovenski novinar in glasbenik, * 4. april 1975, Ljubljana
Do leta 2000 je deloval predvsem kot novinar pri mariborskem Večeru, študentskem časopisu Tribuna in novogoriškem Očesu. Takrat je postal bolj znan kot frontman skupine Zaklonišče prepeva. Do decembra 2005 je bil tudi glasbeni urednik televizijske oddaje E+ na Kanalu A. Bil je tudi član Izvršnega odbora in podpredsednik Aktivne Slovenije (AS). 